# Contre-indication
Pour les articles homonymes, voir Contre et Indication.
Une contre-indication ou contrindication désigne une situation problématique, de gravité variable,  concernant un patient pour qui un traitement médical ou un examen médical, étant avéré nuisible ou pronostiqué comme tel étant donné une ou des particularités physiologiques ou/et psychiques présentes chez ce patient, est considéré comme non administrable. Selon les cas ces contre-indications sont déterminées par les laboratoires de recherche ayant produit le traitement ou le protocole d'examen (et elles sont indiquées en principe dans la notice jointe), le ou les médecins traitant le patient, et/ou la recherche scientifique en général. On distingue les contre-indications absolues, qui doivent être impérativement respectées, des contre-indications relatives. Dans cette dernière situation, le rapport bénéfice-risque du passage de l'examen ou de la prise du traitement doit être mesuré par le ou les praticiens en concertation avec le patient en fonction de l'état de celui-ci, la décision d'impulser le protocole médical ou de s'en abstenir étant prise au cas par cas.
Les contre-indications peuvent concerner des situations très variées comme par exemple :
- une allergie à un ou plusieurs composants d'un traitement médicamenteux ;
- une pathologie organique préexistante : entre autres cas, si le patient souffre d'insuffisance rénale, cela entraîne une contre-indication à l'injection ou l'ingestion de certains médicaments dont la toxicité n'est pas éliminable par les reins ;
- un ou des traitements médicaux déjà en cours : deux ou plusieurs thérapies médicamenteuses peuvent dans certains cas, par association de leurs effets, produire incidemment une ou des substances physico-chimiques et donc un ou des processus physiologiques incompatibles avec ceux respectifs de ces thérapies prises isolément, déclenchant ainsi des conséquences néfastes liées à l'interaction médicamenteuse ;
- une gestation (grossesse) : pour une patiente enceinte il s'agit d'une contre-indication par exemple aux examens exposant aux rayons X qui peuvent nuire à la santé du fœtus ou dérégler son développement (à noter que la gestation est sujette à de très nombreuses contre-indications qu'il est impossible de détailler dans cet article) ;
- la claustrophobie : cette phobie des lieux clos, suscepible de se développer jusqu'à une attaque de panique, suscite une contre-indication à un examen d'IRM quand celui-ci englobe la tête du patient et a fortiori l'intégralité de son corps (ce type d'examen n'étant ainsi pas systématiquement contre-indiqué pour un patient claustrophobe s'il ne prend pour objet qu'une partie de son corps excepté sa tête comme par exemple une IRM des membres inférieurs).